# Lars Hoffsten
Lars Gunnar Hoffsten, född 16 januari 1954 i Linköpings församling, Östergötlands län, är en svensk målare, tecknare och grafiker bosatt i Linköping.

## Biografi
Lars Hoffsten är son till musikern Gunnar Hoffsten, bror till sångerskan Louise Hoffsten och brorson till skådespelerskan Rut Hoffsten. Han studerade bild och form på Lunnevads folkhögskola 1979–1981 och tog sin masterexamen på Konstakademien i Warszawa 1986–1989. Han är gift med konstnären Joanne Posluszny.
Lars Hoffsten är medlem i Grafiska sällskapet och förutom separatutställning där år 2008 var han representerad i utställningen vid sällskapets 100-årsjubileum på Konstakademien i Stockholm år 2010.. Hans konst finns också i samlingarna på Östergötlands museum och Norrköpings konstmuseum.